# Schietpartij in Thousand Oaks
Op 7 november 2018 vond er een schietpartij plaats in Thousand Oaks, Californië, Verenigde Staten, in de Borderline Bar and Grill, een country-western bar die veel bezocht wordt door studenten. Dertien mensen werden gedood, waaronder de dader, die overleed aan een zelf toegebrachte schotwond, en een politieagent die meerdere keren werd neergeschoten, waarbij de fatale kogel per ongeluk werd afgevuurd door een andere agent. Eén andere persoon liep een schotwond op, terwijl vijftien anderen gewond raakten door incidentele oorzaken.

## Schietpartij
Om 23.18 uur kwam een schutter, later geïdentificeerd als Ian David Long, de Borderline Bar and Grill binnen en opende het vuur op de ongeveer 260 gasten en werknemers binnen. Op dat moment was de bar gastheer van een regelmatig terugkerend College Country Night evenement en het was populair onder studenten in de omgeving, vooral die van Pepperdine University, California Lutheran University, California State University Channel Islands en Moorpark College. Long was gewapend met een legaal gekocht .45-kaliber Glock 21 semi-automatisch pistool met een Viridian X5L tactische wapenlamp en laservizier en zeven verboden hoge capaciteit magazijnen, met in totaal 190 patronen, samen met een vouwmes, tien rookbommen en twee stuks vuurwerk.
Toen hij door de voordeur van de bar binnenkwam, doodde Long eerst de kassier in de buurt en begon toen op de gasten te schieten. Hij vuurde in totaal 61 kogels af en gooide rookbommen. Veel slachtoffers stierven in de eerste minuten van de schietpartij terwijl ze op de grond lagen of Long probeerden aan te vallen. Getuigen beschreven de schutter als een zwaar getatoeëerde blanke man, geheel in het zwart gekleed. Sommige mensen sloegen de ramen van de bar in, waardoor velen konden vluchten, terwijl anderen zich verstopten in een badkamer of op zolder. Tijdens de schietpartij beantwoordde Long een telefoontje van de moeder van een persoon die ontsnapte, en hij maakte ook verschillende posts op Instagram waarin hij zijn gedachten uitte.
Om 23:19 uur werden twee agenten van de California Highway Patrol (CHP) die in de buurt een verkeerscontrole hielden, op de schietpartij geattendeerd door mensen die wisten te ontsnappen. Ze arriveerden een minuut later op de parkeerplaats van de bar en werden vier minuten later vergezeld door Ventura County Sheriff's Sgt. Ron Helus. Een minuut later kwamen ze onder vuur te liggen van Long, die hun bewegingen had gevolgd via de negen beveiligingscamera's die te zien waren op een monitor in het voorste kantoor waar hij zich had verschanst. In het daaropvolgende vuurgevecht werd Helus vijf keer beschoten door Long, die een zaklamp met laservizier op zijn pistool gebruikte in de grote, verduisterde, met rook gevulde ruimte. Helus stond tussen Long en de CHP agent in en werd per ongeluk geraakt door een kogel uit het geweer van de agent die door zijn hart ging en hem fataal verwondde. Aanvankelijk was er verwarring en miscommunicatie over de vraag of er een agent neer was. Hulpagenten van de Ventura County Sheriff, die de omgeving afzetten, lokaliseerden Helus en evacueerden hem 20 minuten nadat hij was neergeschoten buiten het gebouw. Een SWAT-team en andere politieagenten arriveerden kort daarna ter plaatse.
Long staakte zijn aanval na de uitwisseling van geweervuur met de politie. Om 23.37 uur stak hij een vuurwerk aan en gooide het uit het voorste kantoor van de bar. Veertig seconden later gooide hij nog een vuurwerk uit het kantoor. Om 23.38 uur pleegde hij zelfmoord door zichzelf onder de kin te schieten. Agenten van het Federal Bureau of Investigation, het Bureau of Alcohol, Tobacco, Firearms and Explosives en het Department of Homeland Security werden ingezet om de plaats delict verder te onderzoeken, samen met EMT's en paramedici van de Ventura County Fire Department en AMR om de slachtoffers bij te staan. In totaal werden negentien overlevenden uit de bar gered.